# Charles Jay
Charles Jay (* 29. Mai 1911 in Antwerpen; † 11. September 1988 in Amiens) war ein französischer Komponist.

## Leben
Jay besuchte das Konservatorium seiner Geburtsstadt und studierte am Conservatoire de Paris bei Noël Gallon und Henri Busser. 1939 wurde er zum Kriegsdienst eingezogen und kam 1940 in Kriegsgefangenschaft. Nach seiner Rückkehr 1941 setzte er seine Studien fort und gewann 1945 mit der Kantate La Farce du contrebandier nach einem Text von Guy de Téramond den Zweiten Second Grand Prix de Rome. Im gleichen Jahr wurde seine 1944 entstandene Missa Jubilantis in der Kathedrale von Reims uraufgeführt.
1949 übernahm er als Nachfolger von Pierre Camus die Leitung der École municipale de musique von Amiens, die unter seiner Leitung den Rang eines Conservatoire National de Région erlangte. Hier unterrichtete er bis zu seinem Ruhestand 1980 Musikanalyse, Harmonielehre, Kontrapunkt und Orchesterleitung. 1966 wurde er als Ritter der Ehrenlegion ausgezeichnet.
Jay komponierte eine Oper und mehrere Ballette, Orchester- und Vokalwerke, Kammermusik sowie musikpädagogische Werke, darunter die siebenteiligen  Leçons de solfège und Plaisirs du piano. Außerdem veröffentlichte er eine Théorie de la musique.

## Werke
- Scherzo fantasque, sinfonische Dichtung
- Esquisses symphoniques
- Burlesque für Saxophon, Harfe und Orchester
- Suite médiévale
- Lumière et Joie, Messe, 1971
- Exaltation " Hommage à Jules Verne", 1985
- Suite médiévale
- Suite pour orchestre d’harmonie
- S’allume ma mémoire, 1987
- Cantate pour une fête für Chor und Orchester
- Choral für Chor und Orchester
- Heureux ceux qui sont morts für Chor und Orchester
- Missa Jubilantis für gemischten Chor, Kinderchor, Orchester und Orgel
- Icare, lyrische Szene
- La farce du contrebandier, Buffo-Oper in einem Akt
- Les Oiseaux, Ballett
- Le rêve de Sophie, Ballett
- Schauspielmusik zu L’étang vert von Charles Merlet
- Schauspielmusik zu La part du diable von Yves Denis